# Geweih

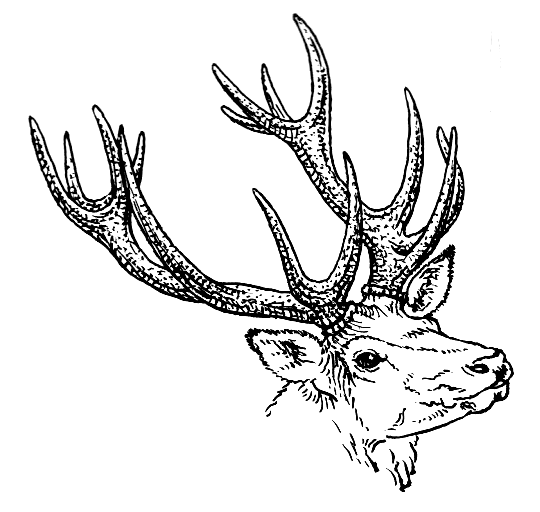
Geweih des Hirsches

Das Geweih (jägersprachlich auch Gehörn, Krone oder Gewicht) ist der aus Knochensubstanz jährlich neu gebildete Kopfschmuck männlicher Hirsche (Cerviden). Fast alle Geweihe haben in ausgewachsenem Zustand ein erhebliches Gewicht. Gehörn ist typischerweise das vergleichsweise kleine Geweih des Rehwildes, als Verkleinerungsform von Geweih kommt im süddeutschen und österreichischen Raum auch G(e)wicht(e)(l) vor.
Beim Ren (Rangifer tarandus) tragen beide Geschlechter ein Geweih. Geweihe dienen in erster Linie als Kampf- und Imponierwaffe in der Brunftzeit, aber auch als Abwehrmittel gegen Beutegreifer.
Mit bis zu 2,8 cm Wachstum pro Tag ist es bei Wapiti (Cervus canadensis) das sich am schnellsten bildende bekannte Organ im Tierreich.

## Abgrenzung

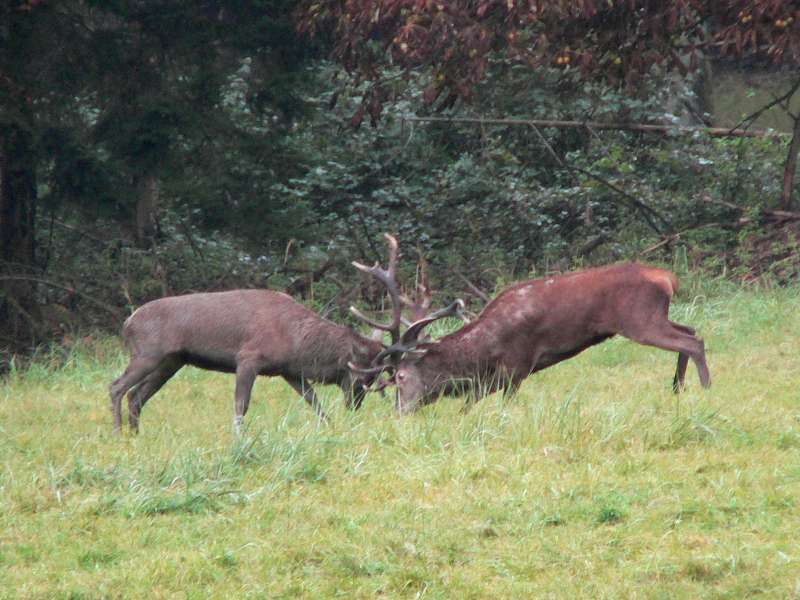
In der Brunft kämpfende Rothirsche. Der Platzhirsch verteidigt seinen Anspruch auf die Paarung mit den weiblichen Tieren.

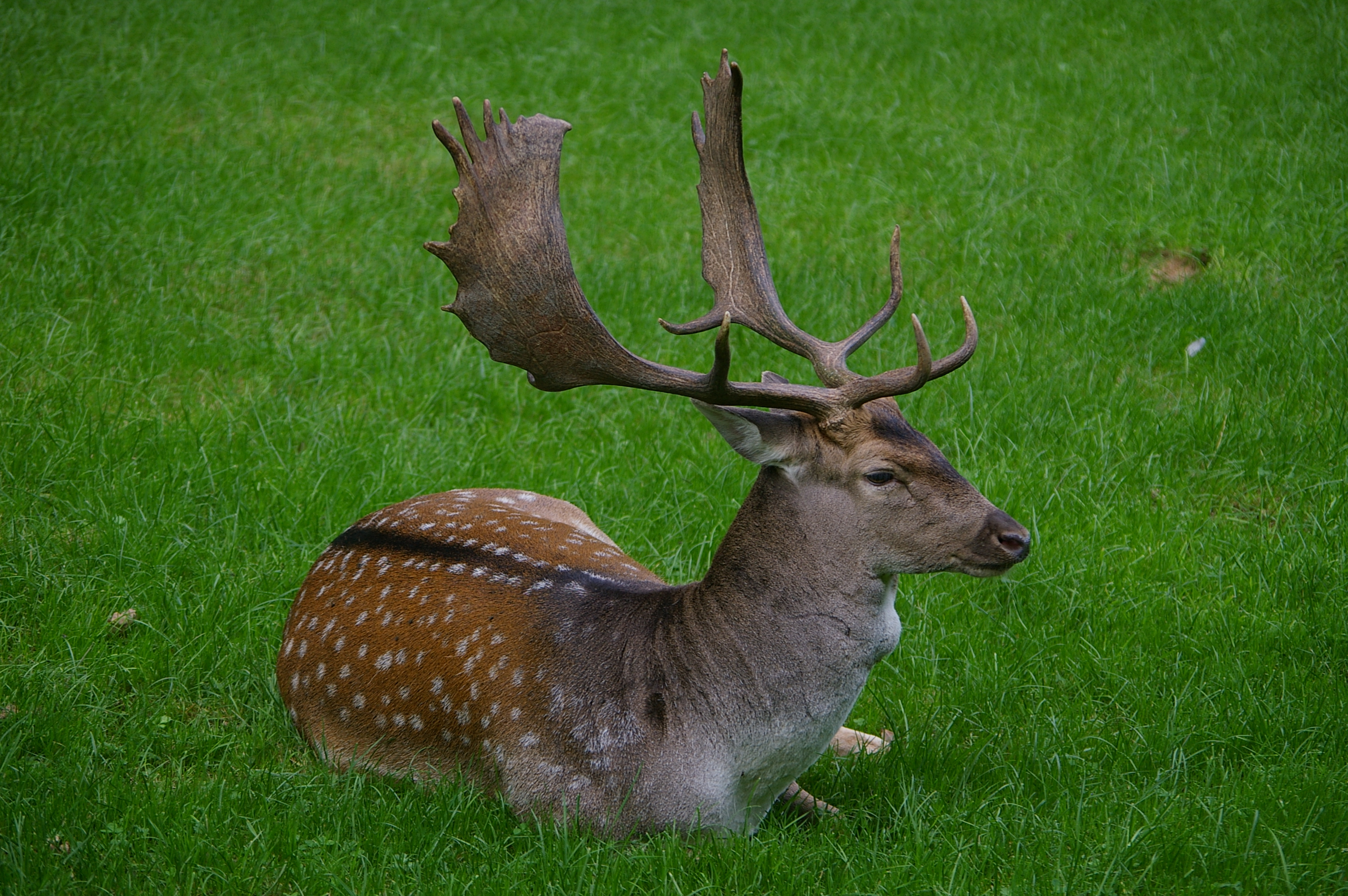
Damhirsche tragen Schaufeln.

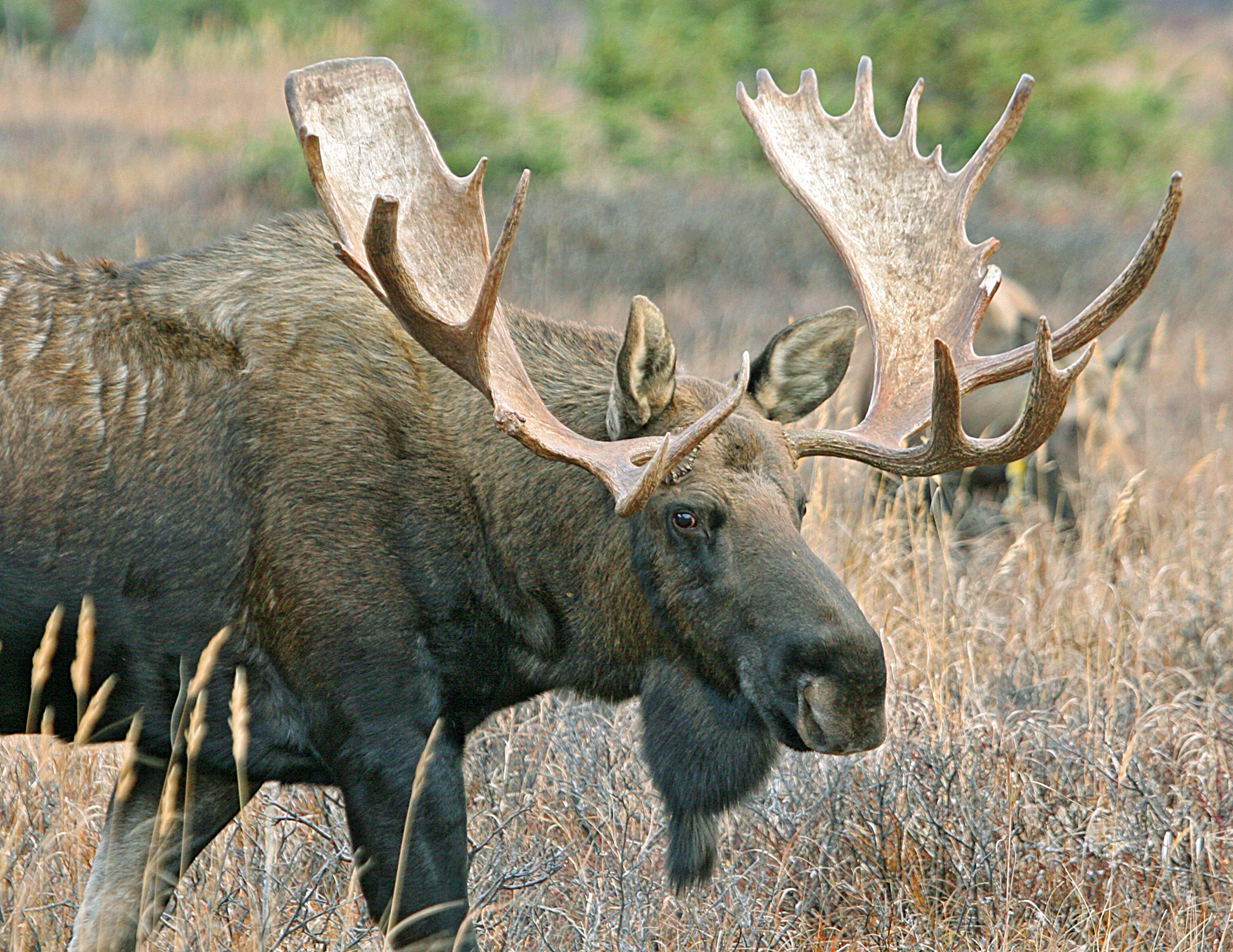
Schaufelgeweih des Elches (Alces alces). Chugach State Park, Alaska

Nicht zu verwechseln ist das Geweih mit dem Kopfschmuck der Hornträger, wie bei Dickhornschaf, Muffelwild, Bison, Steinbock, Gämsen oder Ziegen. Dieser besteht aus hohlem Horn. Das Horn wächst ein Leben lang und wird nicht abgeworfen, kann aber beschädigt werden oder abbrechen. Dagegen werden Geweihe im alljährlichen Zyklus im ausgehenden Winter abgeworfen und direkt folgend neu gebildet. 

## Funktionen
Das Geweih dient der innerartlichen Auseinandersetzung während der Brunft als Teil des Imponierverhaltens sowie im Kampf rivalisierender Hirsche um das Paarungsvorrecht. Außerdem kann es zur wirkungsvollen Verteidigung eingesetzt werden.
Eine Fülle weiterer Funktionen wird vermutet: Hirsche nördlicher Breitengrade, aber auch solche der Eiszeit, bildeten und bilden in der Regel arttypisch mächtigere Geweihe aus, in teilweise schneebedeckten Regionen oft mit Schaufeln, während in schneelosen Regionen eher kleine und schaufelarme Geweihe vorherrschen. Große und schaufelreiche Geweihe werden zum Freilegen der schneebedeckten Vegetation genutzt, ein äußerst kräftezehrender (altruistischer) Einsatz zum Vorteil des gesamten Rudels. Dafür spricht der Zusammenhang von Geweihausbildung und regionaler Schneehöhe bei Karibus sowie die jahreszeitliche Ausbildung und der Geweihabwurf zur Schneeschmelze. Geweihtragende weibliche Tiere lassen vermuten, dass das Geweih öfter vorteilhaft eingesetzt werden kann, so zum Graben, zur Behauptung innerhalb der Gruppe, zur Revierverteidigung, aber auch zur Verteidigung gegenüber Angreifern. Allerdings werden von manchen Biologen einige dieser Funktionserklärungen mit dem Hinweis auf die unverhältnismäßig energiereiche Geweihproduktion angezweifelt. Eine weitere Funktion wird in der Thermoregulation gesehen, um im Sommer über das im Wachstum von durchblutendem Bast umgebene Geweih Wärme abgeben zu können.

## Wachstum

Schematischer Verlauf der Geweihentwicklung beim Rothirsch (Cervus elaphus): Spießer, Gabler, Sechsender, Achtender, Zehnender – in diesem Beispiel ein Kronenzehner –, dann Zwölfender und Vierzehnender

Die Entwicklung des Geweihs wird in der Jägersprache als Schieben bezeichnet. Gesteuert über das männliche Geschlechtshormon Testosteron wachsen aus der Stirn des Hirsches aus den beiden Rosenstöcken (zapfenförmige Knochengebilde) zwei Knochenstangen (Geweihstangen), die mit fortschreitendem Alter und je nach Art des Tiers Verzweigungen (Enden, Sprossen) oder Verbreiterungen (Schaufeln) bilden können. Je nach Anzahl dieser Enden wird der Hirsch in der Jägersprache als Sechsender, Achtender, Zehnender, Zwölfender, Vierzehnender usw. bezeichnet. Dabei wird die Endenzahl der gegebenenfalls endenreicheren Stange doppelt gezählt. Sind die Endenzahlen gleich, spricht man beispielsweise von einem geraden Zehnender, anderenfalls von einem ungeraden. Die Enden heißen von unten nach oben: Augsprosse, Eissprosse, Mittelsprosse und Krone, wobei die Krone mehrere Enden hat. Einen Zehnender, bei dem die Eissprosse fehlt, der aber oben eine Krone hat, nennt man Kronenzehner. Einen Zehnender, bei dem die Eissprosse vorhanden ist, der aber oben nur eine Gabel hat, nennt man Eissprossenzehner. Diese Bezeichnungen sind bedeutsam beim Ansprechen des Rotwildes. Mit ihnen werden die Individuen benannt, da innerhalb eines Rudels normalerweise keine zwei Hirsche mit gleichem Geweih vorkommen. Kleine Erhebungen am Geweih werden als Perlen bezeichnet. Sie können in Größe, Form und Verteilung unregelmäßig variieren.
Die Knochensubstanz der Geweihe wird während der Wachstumsphase über eine kurzbehaarte Haut, den Bast, durch Blutgefäße versorgt. In dieser Phase bildet sich das Geweih beim Wapiti mit einer Geschwindigkeit von bis zu 2,8 cm pro Tag, damit ist es nach aktuellem Kenntnisstand das am schnellsten wachsende Organ im gesamten Tierreich.
Nach Abschluss des Wachstums wird die Blutversorgung eingestellt, die Knochensubstanz stirbt ab, der Bast trocknet aus und wird vom Tier an Büschen und Bäumen abgescheuert (gefegt). Ein Geweih mit vollständig entferntem Bast wird als Ledergeweih bezeichnet. An Baumrinden kann das Fegen Schrammen hinterlassen, die als geringfügige Wildschäden gelten.
Das frisch gefegte Geweih hat die weiße Farbe des freigelegten Knochens. Die spätere bräunliche Verfärbung entsteht durch Pflanzensäfte, die in die Knochensubstanz eindringen, während der Hirsch wiederholt sein Geweih in Büsche und Bäume schlägt.
Im Herbst bis Spätherbst des Jahres bildet sich beim Rehbock zwischen Geweih und Rosenstock eine Trennfuge, an der das Geweih abbricht. Beim Rothirsch geschieht dies im Spätwinter.
Störungen im Testosteron-Haushalt (Mangel, Totalausfall oder Verletzungen an den Hoden) führen regelmäßig zu Geweihmissbildungen. Die bekannteste ist der Perückenbock. Andere unregelmäßige Gehörnformen sind z. B. Tulpengehörn, Frostgehörn, Pechgehörn, Ledergehörn, Blasengehörn und Korkenziehergehörn.

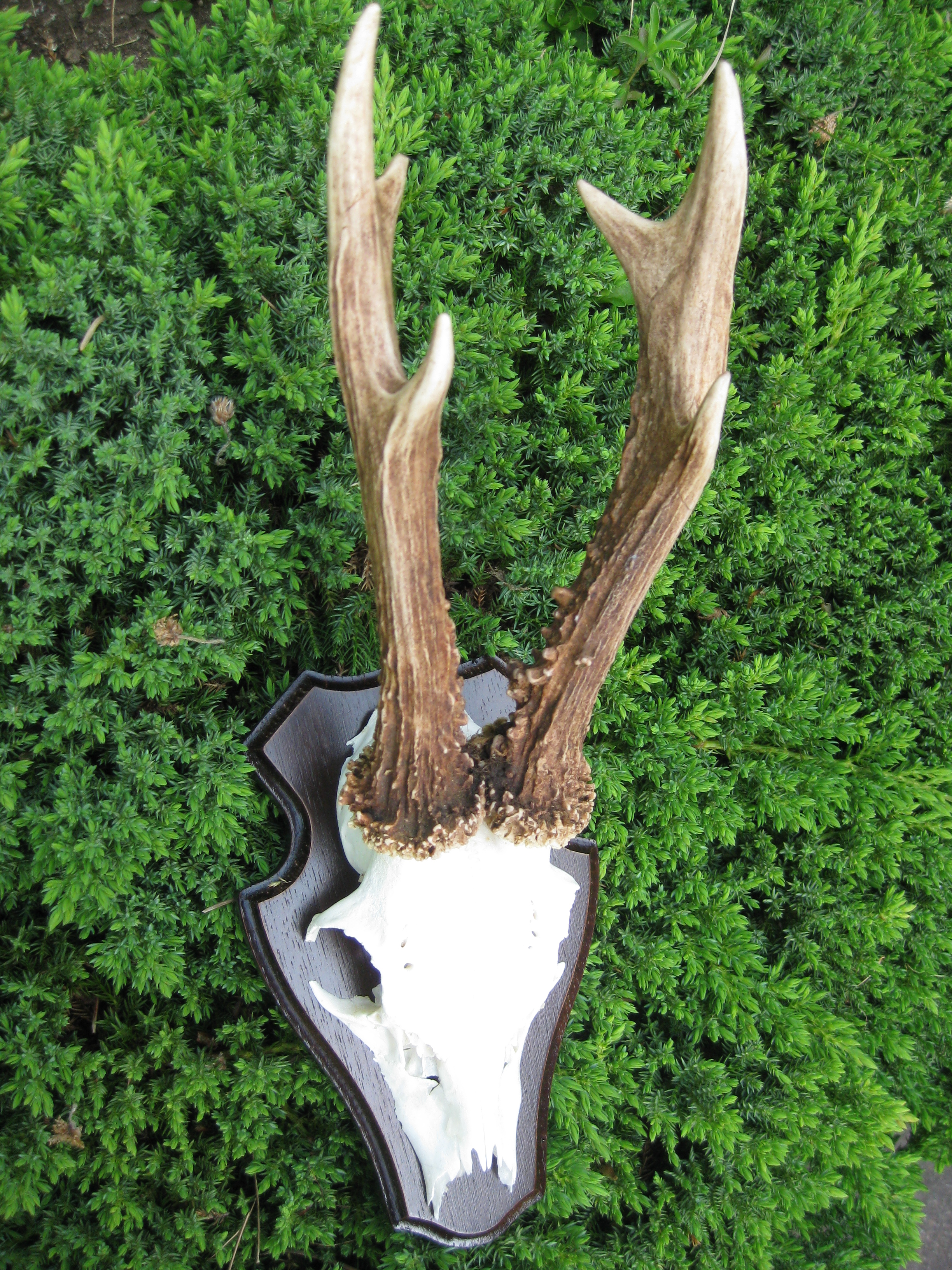
Präpariertes Gehörn des Rehbocks
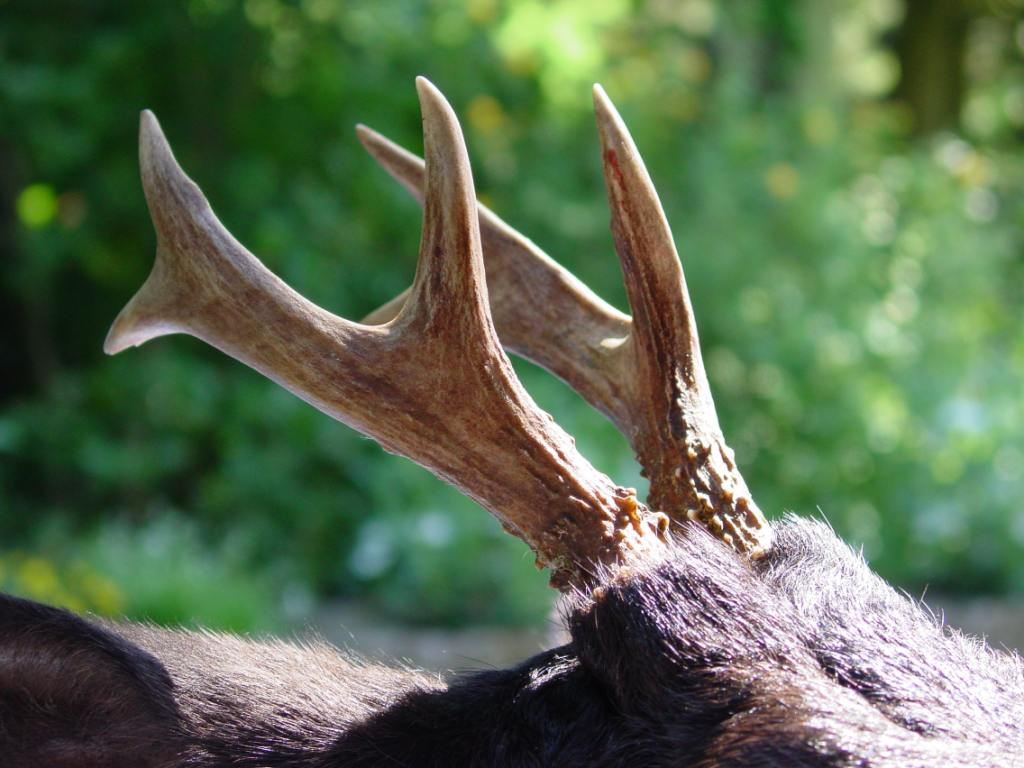
Gehörn beim Rehbock
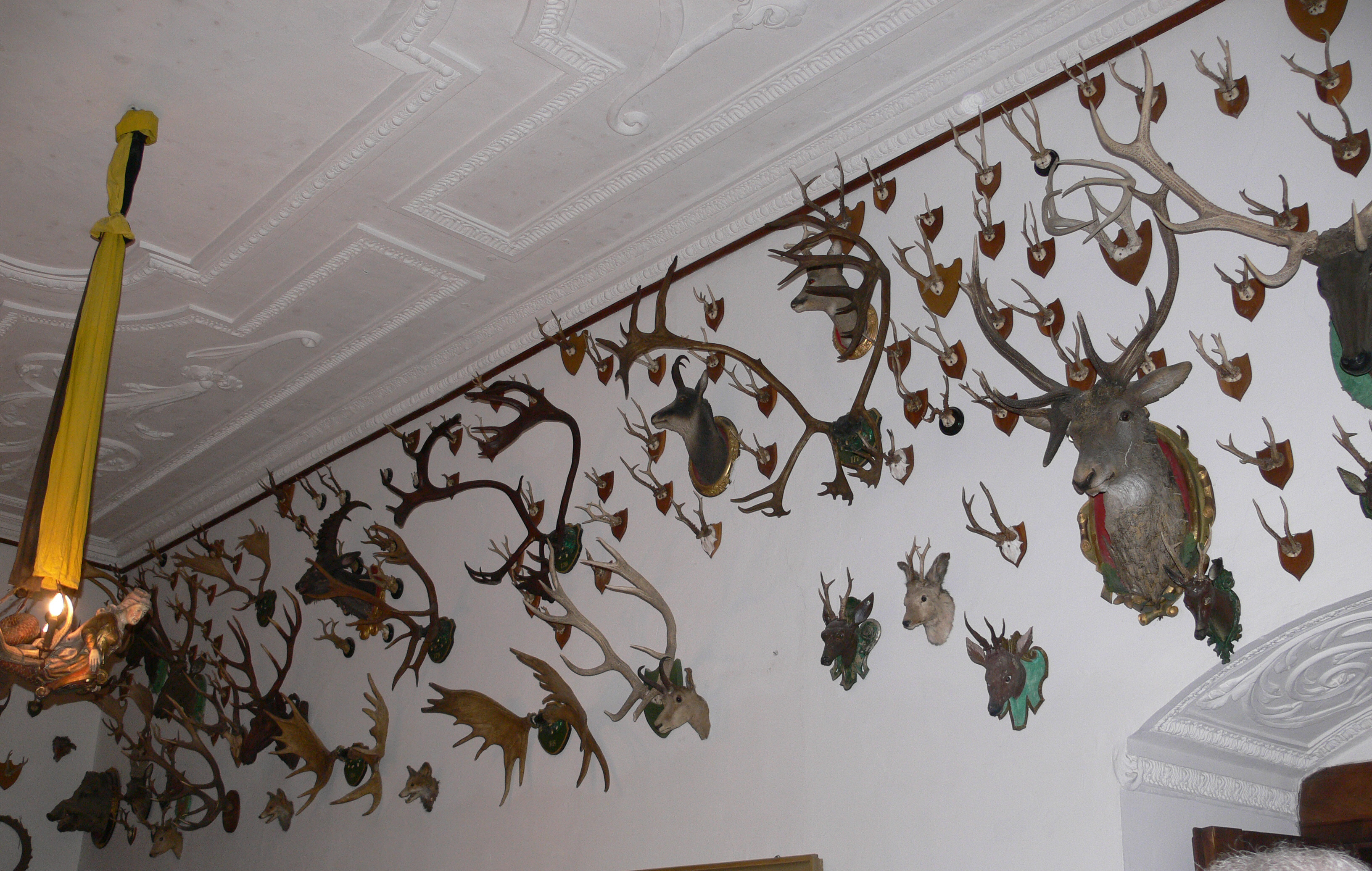
Geweihe als Jagdtrophäen in Schloss Wolfegg, Süddeutschland
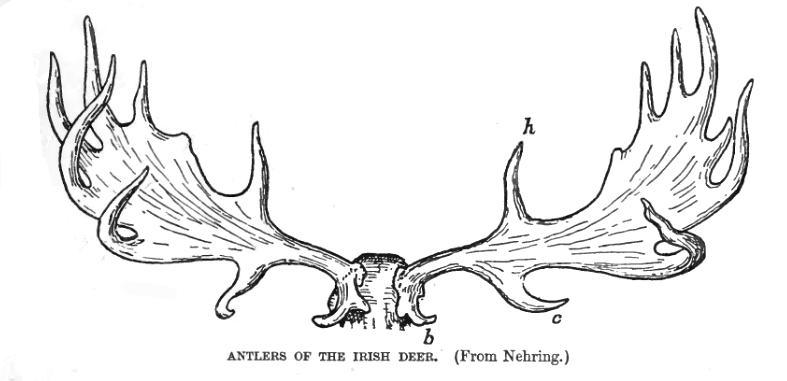
Das größte bekannte Geweih entwickelte der ausgestorbene Riesenhirsch (Megaloceros)
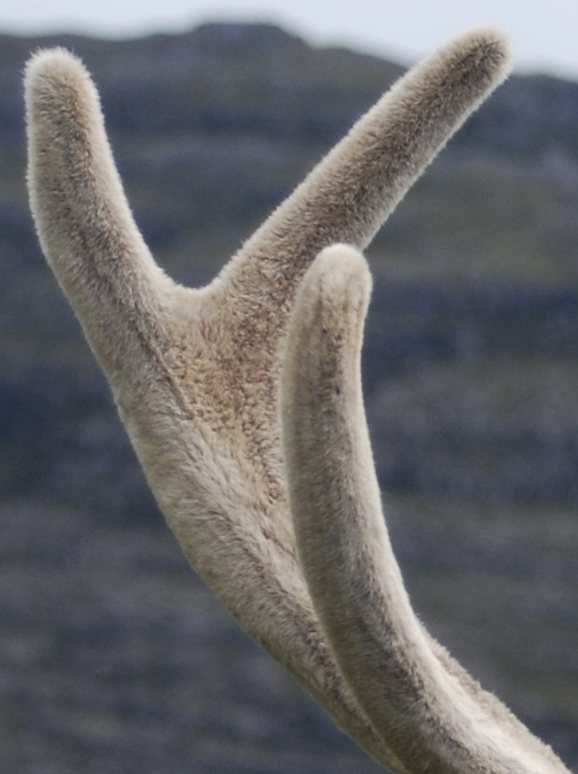
Behaarte filzige Haut auf einem neu gebildeten Geweih (Bast)

## Nutzung

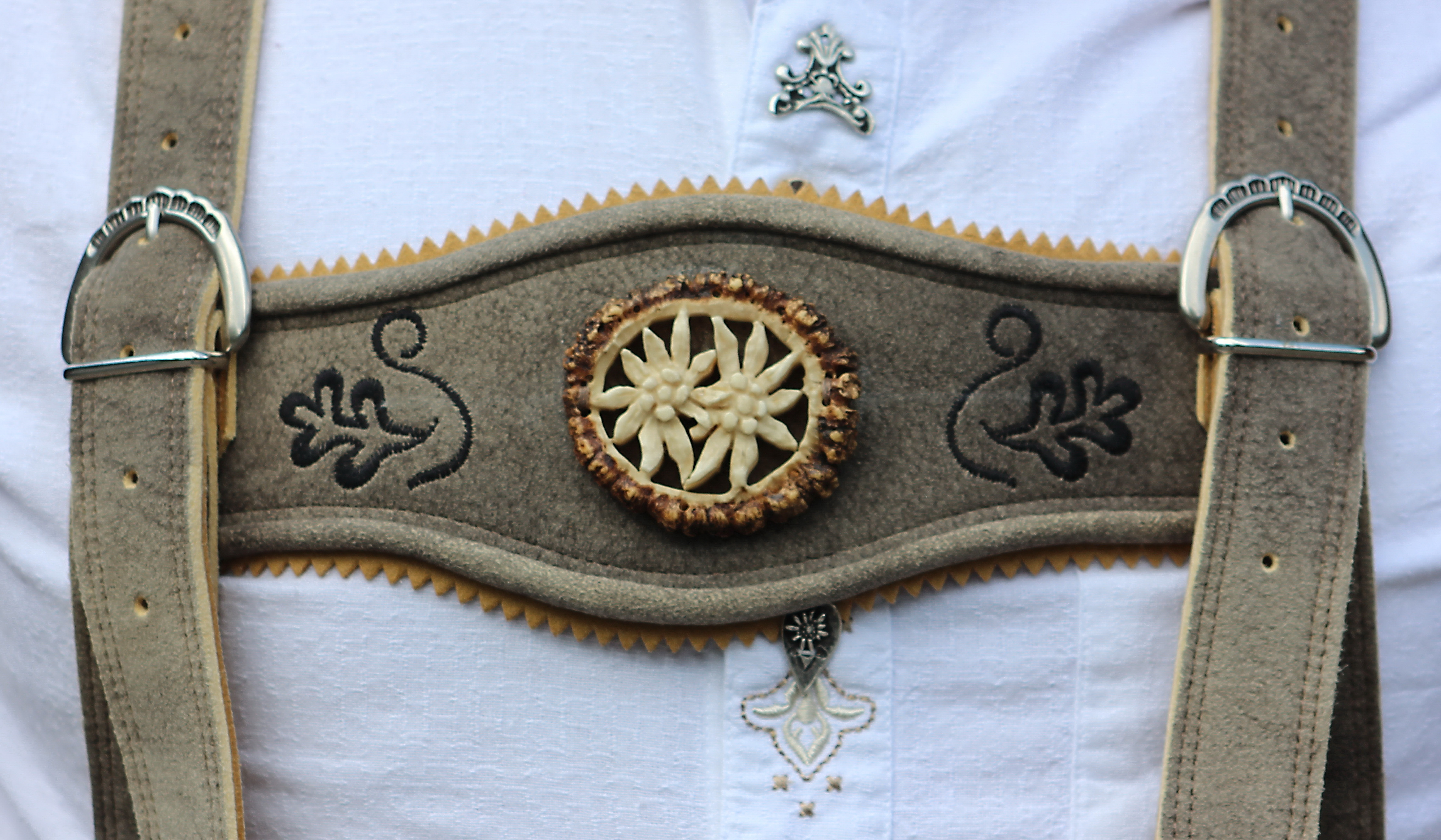
Edelweiß in eine Hirschrose geschnitzt. Aufgenäht auf den Stegträger einer Trachtenlederhose

Geweihe zeichnen sich, obwohl sie auch aus knöcherner Substanz bestehen, durch große Elastizität aus. Gewöhnlich werden zur Verarbeitung Abwurfstangen genommen. Geweih hat gegenüber den Knochen eine doppelt so hohe Dämpfung und eignet sich daher auch für Gegenstände, die Druck und Schlag aushalten müssen, wie Hacken oder Zwischenfutter von Beilen. Seit dem Aurignacien wurde auch Kleinkunst aus Geweih hergestellt. Aus dem Hohlen Fels stammt ein graviertes Gerät aus Rentiergeweih. Möglicherweise ist darauf ein schematisiertes Wildrind dargestellt. Geweihe werden durch die Spantechnik (Ritzen zweier parallel verlaufender Linien und Ausschneiden oder Ausheben des Spanes), durch Steinbeile oder (im Neolithikum) mit einem sandbehafteten nassen Lederriemen oder einer Schnur zerlegt.
Geweihgeräte sind: Angelhaken, Äxte, (Geweihaxt von Syltholm), Beile (Lyngbybeil), Beilklingen, Druckstäbe, Hacken, Hämmer (Gerät von Essen-Frohnhausen), Hakenenden für Speerschleudern, Harpunen, Lanzenspitzen, Lochstäbe, Meißel, Nähnadeln, Pickel, Pfrieme, Speere sowie Zwischenfutter für Beile. Durch Zerschlagen von Rentiergeweihen gewann man Splitterstücke, aus denen man Werkzeuge oder Waffen herstellte. Bei Geweihbeilen bildet die abgeschrägte Seitensprosse die quer zum Geweihschaft verlaufende Schneide. Sie kommen seit dem Mittelpaläolithikum vor, verbreiteter aber erst seit dem Jungpaläolithikum. Geweihhämmer werden zum Klopfen von Fleisch und Haut, als Schlegel für Meißel bei der Knochenspaltung oder beim Feuersteinabbau (Gezähe) verwendet. Geweihpickel, bei denen die Geweihstange den Schaft und die Sprosse die Zacke bildet, eignen sich zum Wühlen und Hacken. Sie wurden im neolithischen Bergbau eingesetzt (Gezähe).
Geweihe werden vom heutigen Menschen (Jäger) primär als Trophäen verwendet, Trachtenkleider regional mit Knöpfen aus Geweihmaterial ausgestattet (Lederhose). Früher stellte man aus dem Geweih von Hirschen, insbesondere vom Rothirsch, die zur Zubereitung von Medikamenten benutzte, aus gebrannten Stückchen vom Hirschhorn (lateinisch Cornu cervi bzw. als gebrannte Hirschhorn Cornu cervi ustum) gewonnene Hirschhorn-Asche her, die als Hirschhornsalz zubereitet auch als Backtriebmittel dient. Dem Hirschgeweih schrieb man zudem eine magisch heilende Kraft zu und verwendete es als Amulett. Schamanen trugen Hirschgeweihe als Zeremonialschmuck und Gottheiten wie der Hirschgott Cernunnos wurden ebenfalls damit dargestellt.